# Chreschtschatyk (Kiew)
Der Chreschtschatyk (ukrainisch Хрещатик) ist die zentrale Straße der ukrainischen Hauptstadt Kiew. Der 80 bis 100 Meter breite Boulevard ist eine sechsspurige Hauptverkehrsstraße, aufgrund seiner breiten Gehwege aber auch eine Flaniermeile. An den Wochenenden und an manchen Feiertagen wird der Chreschtschatyk tagsüber für den Autoverkehr gesperrt und somit zeitweise zur Fußgängerzone.
Der Name der Straße leitet sich vom slawischen Wort krest oder chrest (Kreuz) ab.

## Verlauf der Straße

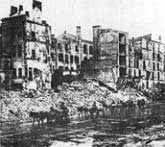
Der zerstörte Chreschtschatyk, 1943

Der Chreschtschatyk erstreckt sich auf einer Länge von 1,2 Kilometern vom Europäischen Platz bis zum Bessarabska-Platz, also von Nordost nach Südwest. Dabei quert er den Majdan Nesaleschnosti (Unabhängigkeitsplatz). Die Metrostationen „Chreschtschatyk“, deren Zugang sich auf Chreschtschatyk Hausnummer 19a befindet, und die mit ihr verbundene Station „Majdan Nesaleschnosti“ liegen direkt unter dem Boulevard. Unterhalb der Straße liegen auch die Einkaufszentren „Metrograd“ und „Globus“.
Direkt am Chreschtschatyk liegen wichtige und repräsentative Bauwerke, etwa das Gebäude des Stadtrates und Stadtparlamentes (ukrainisch Київрада), das Hauptpostamt, das Landwirtschaftsministerium der Ukraine und das im Stil des Konstruktivismus erbaute, Zentralkaufhaus „ZUM“ (ЦУМ).
Während auf der Straßenseite mit den geraden Hausnummern lange und hohe Häuserblöcke dominieren, die meist administrativen Zwecken dienen, prägen auf der Seite mit den ungeraden Hausnummern Wohnhäuser im Zuckerbäckerstil, wie das 85 m hohe Wohnhaus Chreschtschatyk 25, das Straßenbild. In deren Erdgeschossen befinden sich Geschäfte und Cafés.

## Geschichte
Der Chreschtschatyk war bis in das 19. Jahrhundert hinein eine kaum erschlossene Verbindung zwischen den Stadtteilen Podil, Petschersk und der Oberstadt. In der zweiten Hälfte des 19. Jahrhunderts entwickelte er sich dann zur zentralen Promeniermeile Kiews und zum Handels- und Geschäftszentrum. 1892 fuhr hier die erste elektrische Straßenbahnlinie im Russischen Kaiserreich.
Kampfhandlungen während der Zeit der Oktoberrevolution, bei der Besetzung der Stadt durch die Deutschen (1918) sowie im Russischen Bürgerkrieg verursachten beträchtliche Schäden an vielen Gebäuden. Nach dem Sieg der Bolschewiki wurden Umbauten im Sinne der sozialistischen Architektur vorgenommen bzw. projektiert. Die Straßenbahn ersetzte man durch Trolleybusse.
Im Deutsch-Sowjetischen Krieg nahmen deutsche Truppen nach der Schlacht um Kiew die Stadt im September 1941 ein. Die abziehende Rote Armee hatte viele Gebäude des Stadtzentrums vermint und nach der Einnahme der Stadt ferngezündet. Die Explosionen richteten auch am Chreschtschatyk große Schäden an. 
Während der Zeit der deutschen Besatzung wurde der Chreschtschatyk nach dem deutschen Generalfeldmarschall Hermann von Eichhorn, welcher hier 1918 einem Attentat zum Opfer gefallen war, in Eichhornstraße umbenannt. Als sowjetische Truppen in der Zweiten Schlacht um Kiew im November 1943 die Stadt zurückeroberten, lagen große Teile in Schutt und Asche.
Bereits ab dem Jahr 1945 begann unter Leitung der Architekten Alexander Wlassow und Boris Prijmak der Wiederaufbau des Chreschtschatyk, es entstand ein weitgehend harmonisches Ensemble im Stil der sowjetischen Architektur des Stalinismus (Sozialistischer Klassizismus).

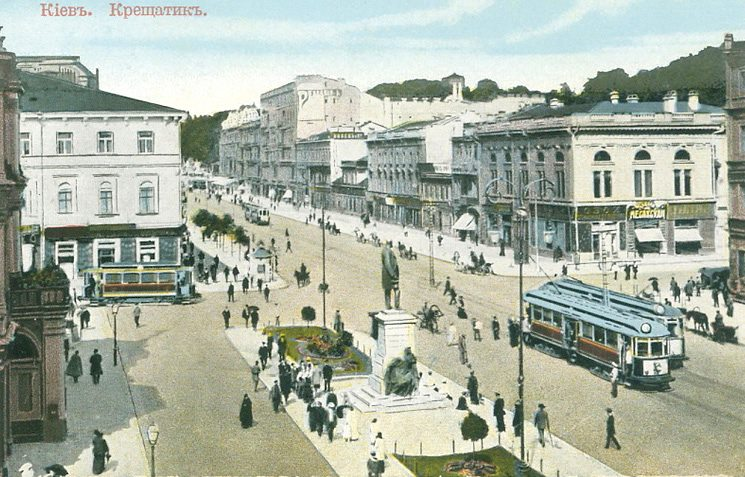
Chreschtschatyk am Anfang des 20. Jahrhunderts
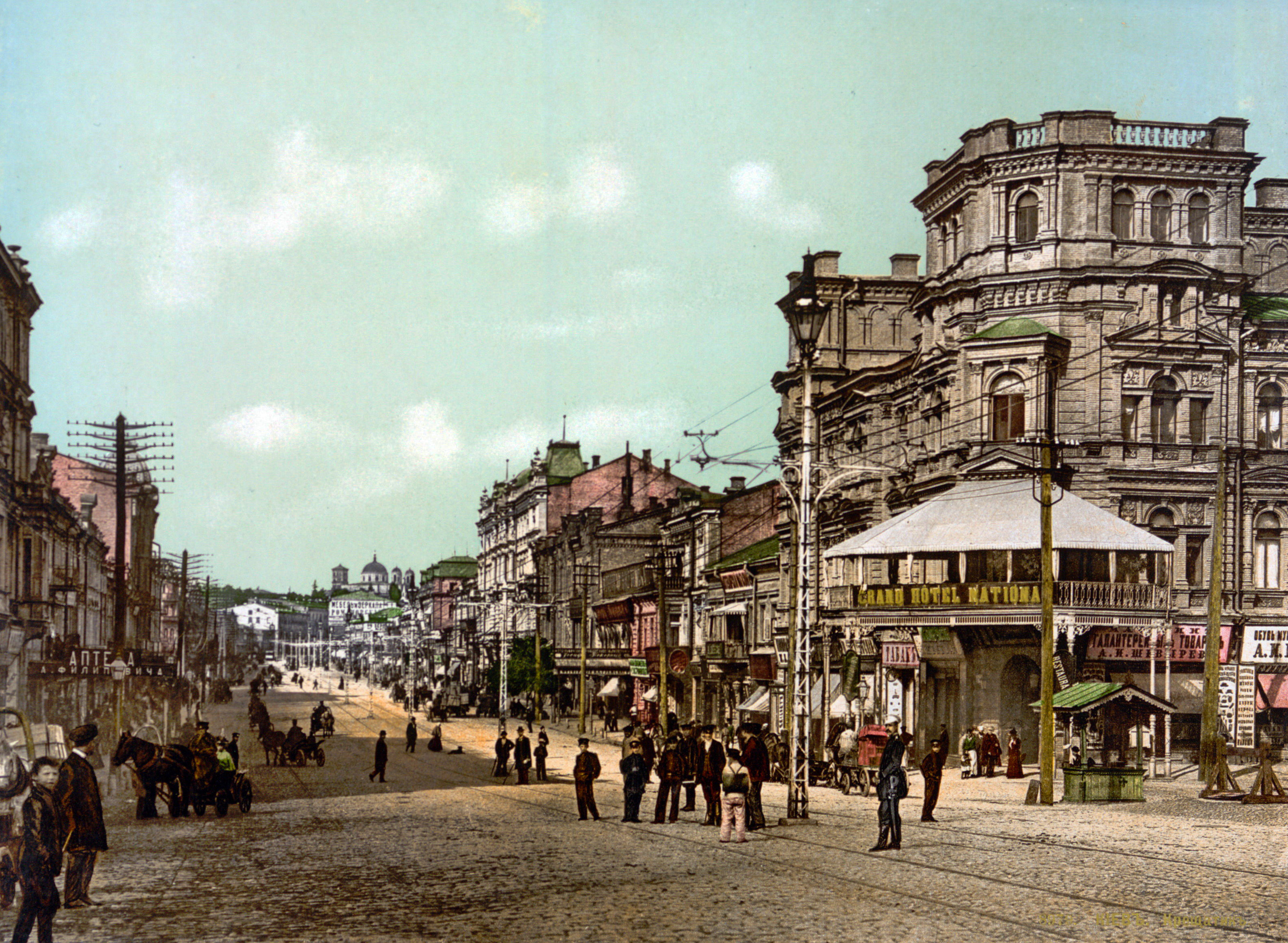
Chreschtschatyk 1899
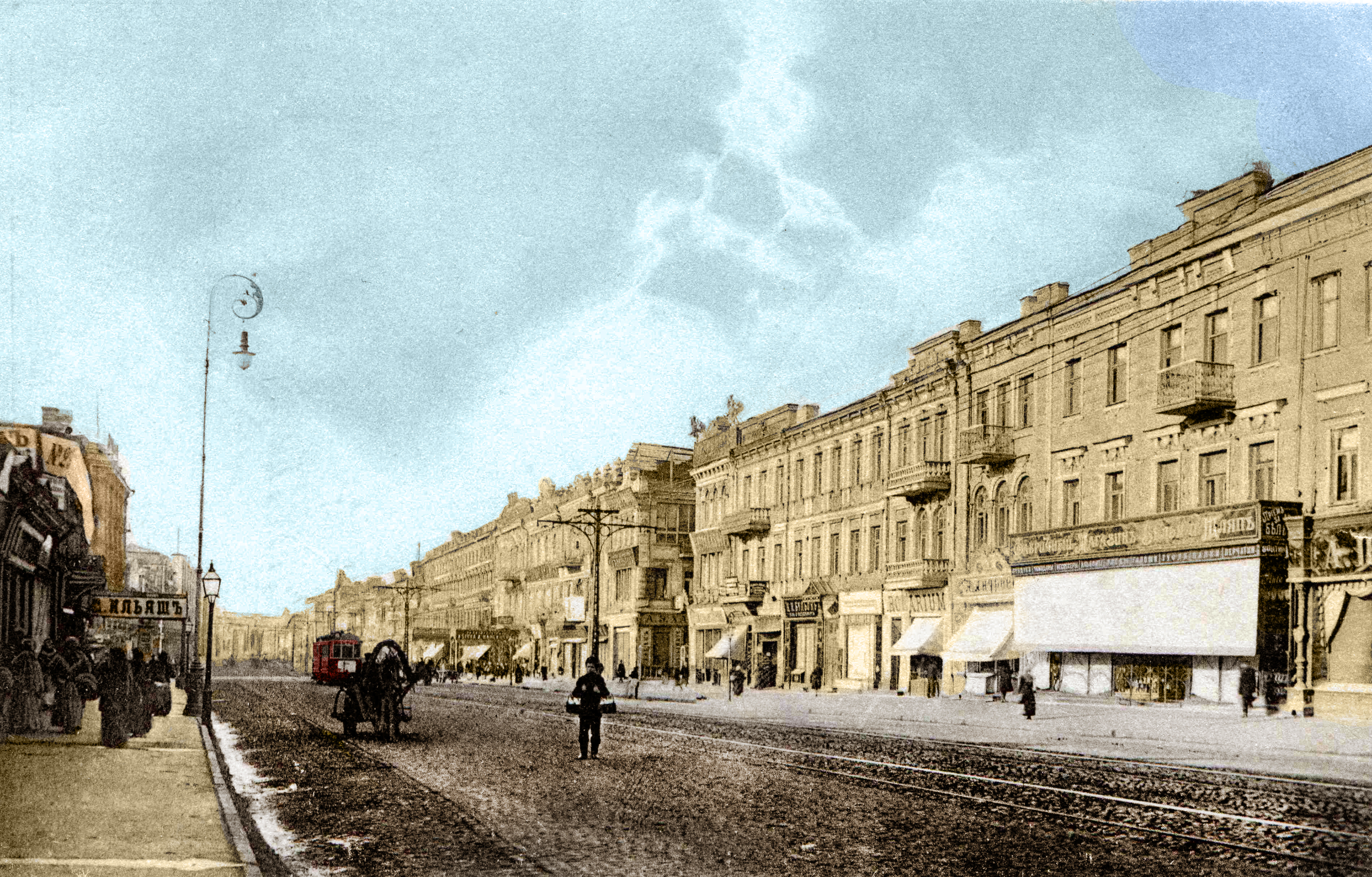
Chreschtschatyk 1905
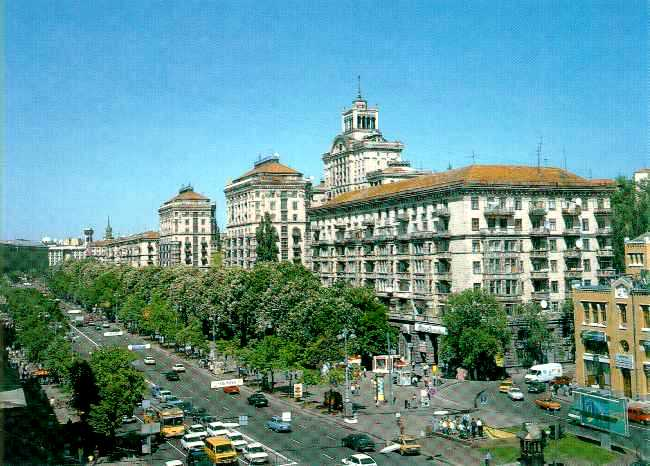
Chreschtschatyk 1980
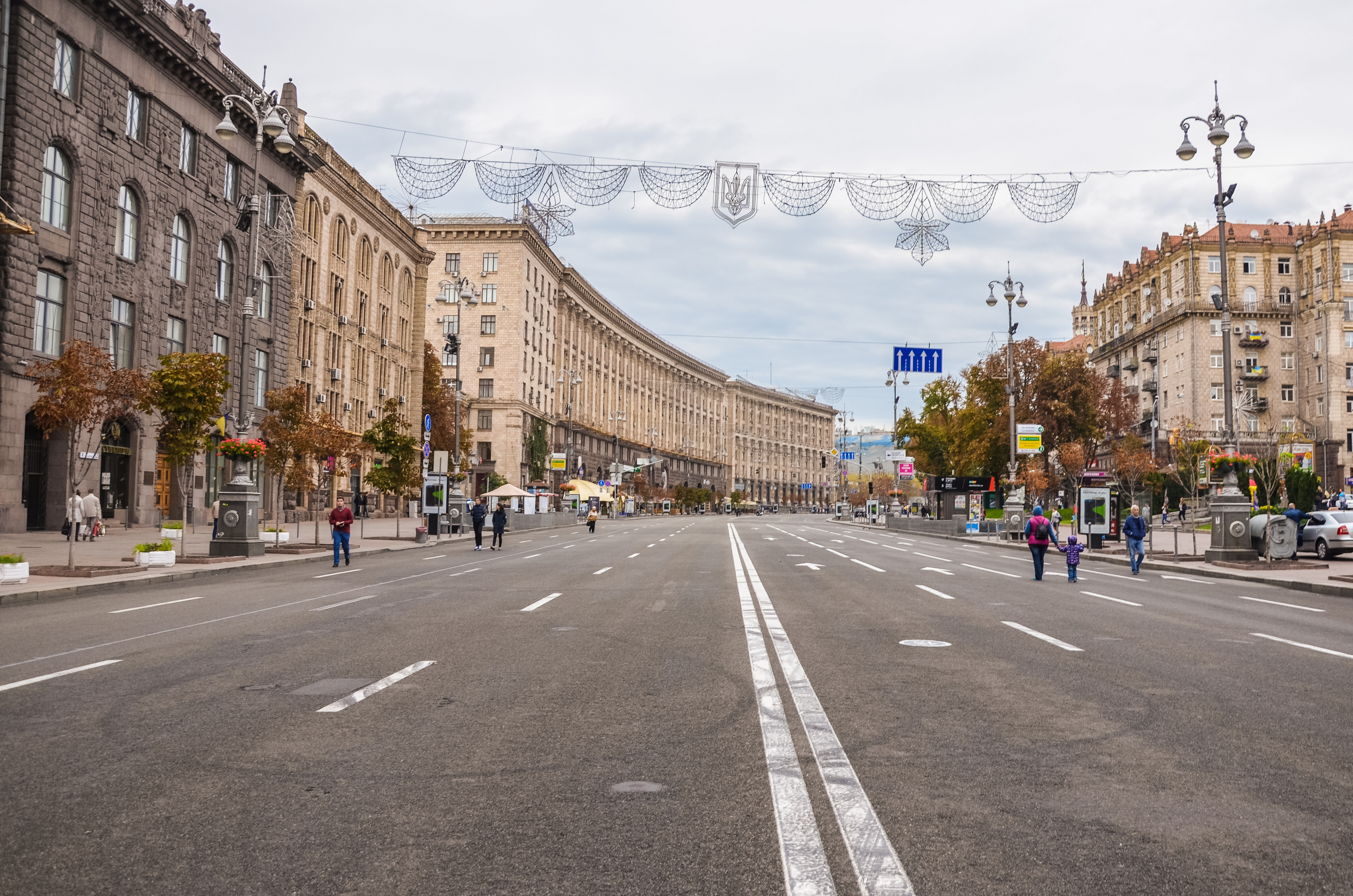
Chreschtschatyk am Wochenende
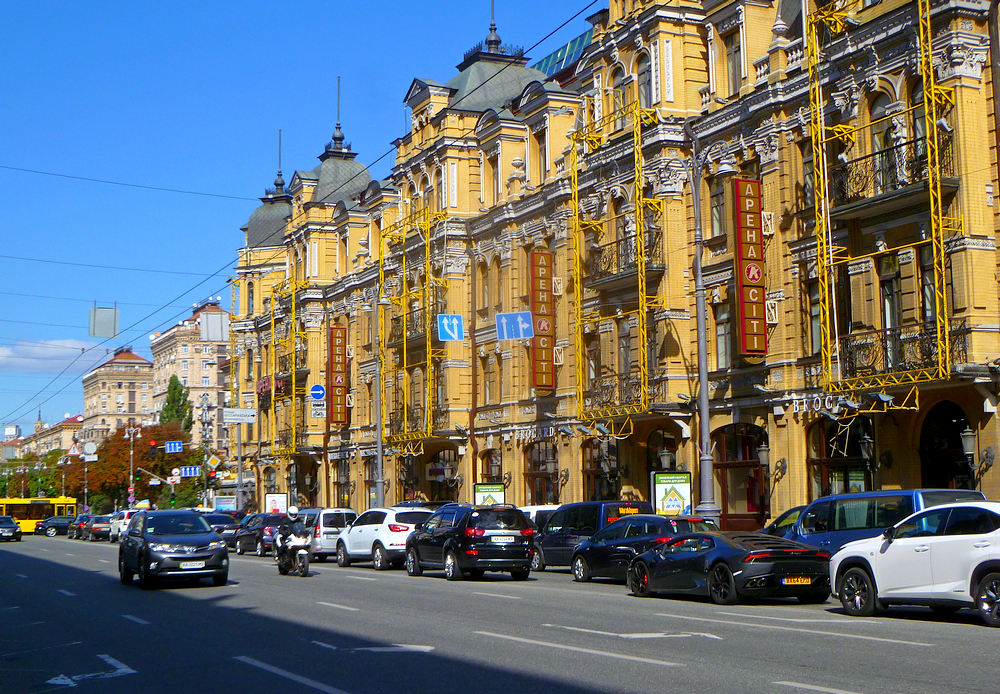
Bessarabischer Platz mit dem Pintschuk-Kunstzentrum